# Grand Prix Włoch 1988
Grand Prix Włoch 1988 (oryg. Coca Cola Gran Premio d'Italia) – 12. runda Mistrzostw Świata Formuły 1 w sezonie 1988, która odbyła się 11 września 1988, po raz 38. na torze Monza.
59. Grand Prix Włoch, 39. zaliczane do Mistrzostw Świata Formuły 1.

## Klasyfikacja
| Legenda oznaczeń w tabelach wyników Wyświetl szablon na nowej stronie | Legenda oznaczeń w tabelach wyników Wyświetl szablon na nowej stronie                                                                     |
| Oznaczenie                                                            | Wyjaśnienie |
| --------------------------------------------------------------------- | --- |
| Złoty                                                                 | Zwycięzca lub mistrzostwo |
| Srebrny                                                               | 2. miejsce lub wicemistrzostwo |
| Brązowy                                                               | 3. miejsce lub II wicemistrzostwo |
| Zielony                                                               | Ukończył, punktował (w klasyfikacji generalnej, gdy zdobył co najmniej jeden punkt na przestrzeni sezonu, poza trzema powyższymi opcjami) |
| Niebieski                                                             | Ukończył, nie punktował (w klasyfikacji generalnej, gdy nie zdobył co najmniej jednego punktu na przestrzeni sezonu)                      |
| Czerwony                                                              | Nie zakwalifikował się (NZ) |
| Czerwony                                                              | Nie prekwalifikował się (NPK) |
| Różowy                                                                | Nie ukończył (NU) |
| Różowy                                                                | Niesklasyfikowany (NS) (w klasyfikacji generalnej, gdy nie został sklasyfikowany w żadnym wyścigu sezonu)                                 |
| Czarny                                                                | Zdyskwalifikowany (DK) |
| Czarny                                                                | Wykluczony (WYK/EX) |
| Biały                                                                 | Nie wystartował (NW) |
| Biały                                                                 | Kontuzjowany (K/INJ) |
| Biały                                                                 | Wyścig odwołany (OD/C) |
| Bez koloru                                                            | Został wycofany (WYC/WD) |
| Bez koloru                                                            | Nie przybył (NP/DNA) |
| Bez koloru                                                            | Nie brał udziału w treningach (NT/DNP) |
| Bez koloru                                                            | Nie został zgłoszony (–) |
| Pogrubienie                                                           | Start z pole position |
| Kursywa                                                               | Najszybsze okrążenie wyścigu |
| †                                                                     | Nie ukończył, ale jego rezultat został zaliczony ze względu na przejechanie więcej niż 90% dystansu wyścigu.                              |
| *                                                                     | Sezon w trakcie |
| 1/2/3                                                                 | Punktowana pozycja w sprincie kwalifikacyjnym                                                                                             |
| Lista systemów punktacji Formuły 1                                    | |

| Poz. | Nr. | Kierowca             | Konstruktor     | Okrążeń | Czas/powód NU | Poz. start. | Punktów |
| ---- | --- | -------------------- | --------------- | ------- | ------------- | ----------- | ------- |
| 1    | 28  | Gerhard Berger       | Ferrari         | 51      | 1:17:39.744   | 3           | 9       |
| 2    | 27  | Michele Alboreto     | Ferrari         | 51      | + 0.502       | 4           | 6       |
| 3    | 18  | Eddie Cheever        | Arrows-Megatron | 51      | + 35.532      | 5           | 4       |
| 4    | 17  | Derek Warwick        | Arrows-Megatron | 51      | + 36.114      | 6           | 3       |
| 5    | 16  | Ivan Capelli         | March-Judd      | 51      | + 52.522      | 11          | 2       |
| 6    | 20  | Thierry Boutsen      | Benetton-Ford   | 51      | + 59.878      | 8           | 1       |
| 7    | 6   | Riccardo Patrese     | Williams-Judd   | 51      | + 1:14.743    | 10          |         |
| 8    | 15  | Maurício Gugelmin    | March-Judd      | 51      | + 1:32.566    | 13          |         |
| 9    | 19  | Alessandro Nannini   | Benetton-Ford   | 50      | + 1 okrążenie | 9           |         |
| 10   | 12  | Ayrton Senna         | McLaren-Honda   | 49      | Kolizja       | 1           |         |
| 11   | 5   | Jean-Louis Schlesser | Williams-Judd   | 49      | + 2 okrążenia | 22          |         |
| 12   | 4   | Julian Bailey        | Tyrrell-Ford    | 49      | + 2 okrążenia | 26          |         |
| 13   | 25  | René Arnoux          | Ligier-Judd     | 49      | + 2 okrążenia | 24          |         |
| NU   | 11  | Alain Prost          | McLaren-Honda   | 34      | Silnik        | 2           |         |
| NU   | 30  | Philippe Alliot      | Larrousse-Ford  | 33      | Silnik        | 20          |         |
| NU   | 14  | Philippe Streiff     | AGS-Ford        | 31      | Sprzęgło      | 23          |         |
| NU   | 10  | Bernd Schneider      | Zakspeed        | 28      | Silnik        | 15          |         |
| NU   | 22  | Andrea de Cesaris    | Rial-Ford       | 27      | Podwozie      | 18          |         |
| NU   | 9   | Piercarlo Ghinzani   | Zakspeed        | 25      | Silnik        | 16          |         |
| NU   | 36  | Alex Caffi           | Dallara-Ford    | 24      | Silnik        | 21          |         |
| NU   | 29  | Yannick Dalmas       | Larrousse-Ford  | 17      | Radiator      | 25          |         |
| NU   | 23  | Pierluigi Martini    | Minardi-Ford    | 15      | Silnik        | 14          |         |
| NU   | 2   | Satoru Nakajima      | Lotus-Honda     | 14      | Silnik        | 12          |         |
| NU   | 24  | Luis Perez-Sala      | Minardi-Ford    | 12      | Skrz. biegów  | 19          |         |
| NU   | 1   | Nelson Piquet        | Lotus-Honda     | 11      | Sprzęgło      | 7           |         |
| NU   | 21  | Nicola Larini        | Osella          | 2       | Silnik        | 17          |         |
| NZ   | 3   | Jonathan Palmer      | Tyrrell-Ford    |         |               |             |         |
| NZ   | 26  | Stefan Johansson     | Ligier-Judd     |         |               |             |         |
| NZ   | 31  | Gabriele Tarquini    | Coloni-Ford     |         |               |             |         |
| NZ   | 33  | Stefano Modena       | Euro Brun-Ford  |         |               |             |         |
| NZ   | 32  | Oscar Larrauri       | Euro Brun-Ford  |         |               |             |         |